# Аралези
Аралези, арлези (на арменски: Արալեզ) са песоглави духове, произлизащи от кучета в арменската митология. Според вярванията те се спускат от небето, за да оближат раните на падналите в битка герои и по този начин да ги възкресят. По този начин е съживен Ара Гехецик.
Сведенията за тези духове идват основно от средновековни източници: арменските християнски писатели от 5-7 век Мовсес Хоренаци, Фавстос Бузанд (откъдето става ясно, че обитават въздушното пространство), Езник Кохбаци и др. За кучешкия облик на аралезите обаче може да се съди само от произведението на Езник Кохбаци „Опровержение на лъжеученията“, в което християнският автор бори езическите възгледи на сънародниците си: „Не може да произлезе от кучето същество, наричано аралез, обладаващо някаква неведома сила и съживяващо падналите в бой, облизвайки раните им.“